# Kärntner Partisanen

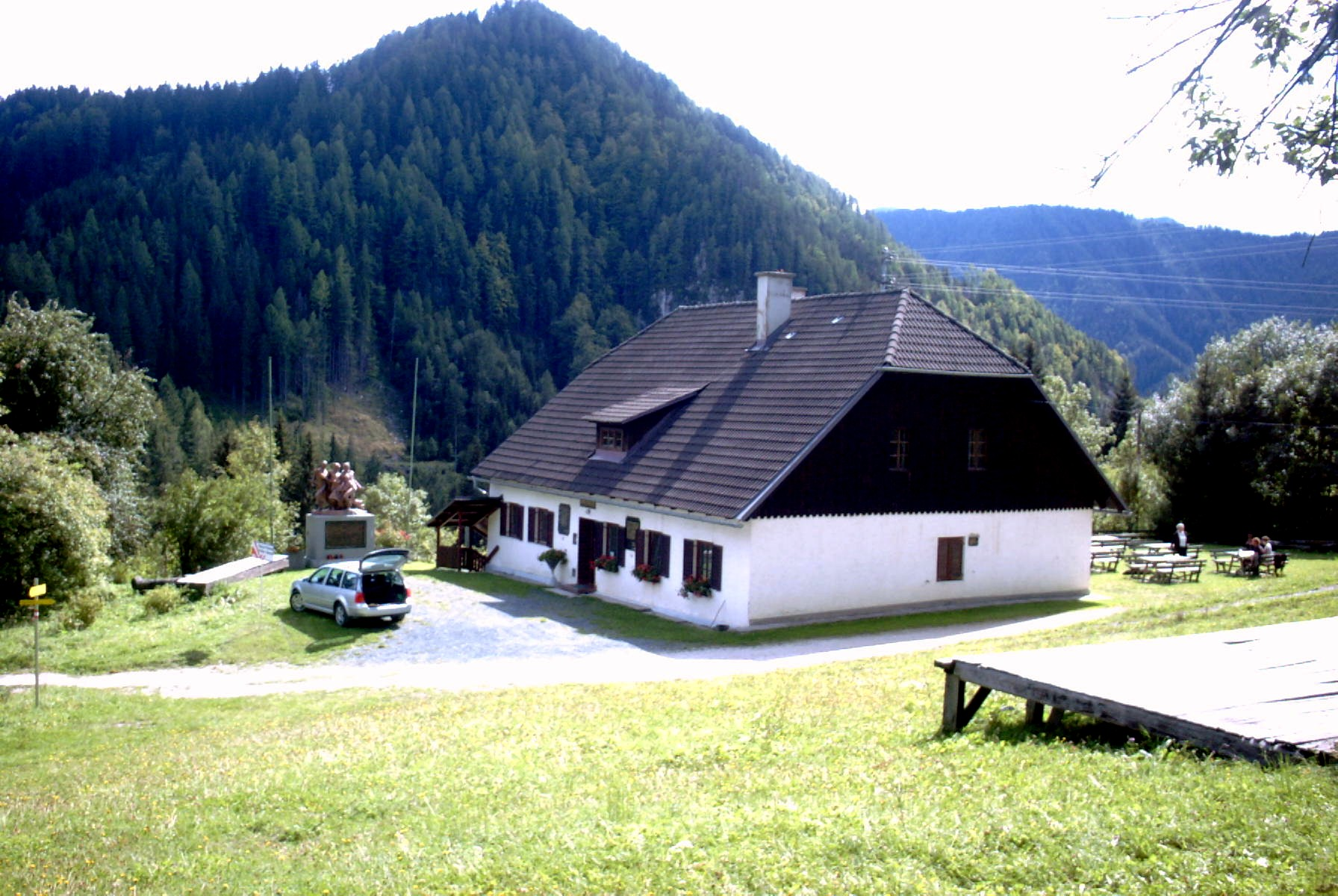
Der Peršmanhof, Partisanenstützpunkt während des Krieges. Ort des Massakers vom 25. April 1945 an 4 Erwachsenen und 7 Kindern. Heute Museum mit dem Partisanendenkmal davor.

Unter Kärntner Partisanen versteht man den von Kärntner Slowenen geführten Widerstand gegen die Germanisierungspolitik der Nationalsozialisten von 1941 bis 1945. Dieser Widerstand wurde in Kärnten und Slowenien geführt, band erhebliche Truppen des NS-Regimes und verursachte durch Sabotage Schäden an der Kriegsmaschinerie. Der Widerstand wurde durch britische Waffenlieferungen an Jugoslawien unter Marschall Tito sowie durch die Unterstützung der Bevölkerung ermöglicht und trug wesentlich zum Niedergang des Dritten Reiches und zur Befreiung Österreichs bei.
Der Kärntner Historiker Wilhelm Wadl präzisierte, dass dem Kampf der slowenischen Partisanen ein „begrenzter Beitrag“ zur „Beseitigung der nationalsozialistischen Gewaltherrschaft“ zukomme. „Dennoch waren sie im engeren Sinn keine österreichische Widerstandsbewegung, weil ihre positiven Ziele g e g e n die territoriale Integrität Österreichs gerichtet waren.“
Die Kärntner Partisanen unterstanden zunächst der im Juni 1941 in Laibach/Ljubljana gegründeten Osvobodilna Fronta (OF). Diese antifaschistische Partei wurde von den slowenischen Kommunisten geführt, während die Slowenischen Partisanen ihren militärischen Arm bildeten. Anfangs agierten die Kärntner Partisanen unabhängig von den Partisanen von Josip Broz Tito, wurden jedoch 1944 mit den Jugoslawischen Partisanen vereinigt. In Kärnten fand diese Vereinigung erst am 6. Mai 1945 statt.
Bei den bewaffneten Formationen bildeten die Kärntner Slowenen eine Minderheit, 1943 waren es vor allem Partisanen aus Slowenien (Oberkrain, dem Mießtal und der Untersteiermark). Unter den in Kärnten von den Partisanen Rekrutierten gab es unterschiedliche Nationen, auch viele Russen und Ukrainer. Nach dem Zweiten Weltkrieg wurden die Partisanen reorganisiert und in die reguläre Armee der Sozialistischen Föderativen Republik Jugoslawien eingegliedert.

## Vorgeschichte
Nach der nationalsozialistischen Machtübernahme im März 1938 wurden Maßnahmen gegen die slowenische Kultur eingeleitet, die den ersten Widerstand gegen die Besatzer hervorriefen.
Dabei wurden dutzende Vereine aufgelöst und zehntausende Bücher vernichtet. 1941 wurden die slowenischen Sparkassen und der Genossenschaftsverband geschlossen. Zudem wurde die slowenische Sprache verboten.
Mit Kriegsbeginn gab es Einberufungen zur Wehrmacht. Viele der zwischen 1938 und 1940 nach Jugoslawien ausgewanderten/geflohenen Männer kamen ab dem Frühjahr 1941 nach Kärnten zurück: Ein Militärputsch gegen den Beitritt Jugoslawiens zum deutsch-italienisch-japanischen Dreimächtepakt diente als Anlass für Adolf Hitler, am 6. April 1941 ohne Kriegserklärung in Jugoslawien einzumarschieren. Der Einmarsch führte zu intensiven Maßnahmen gegen die jugoslawische Zivilbevölkerung. Ab Herbst 1941 entstanden kleinere Zellen von Widerstand im südlichen Kärnten, wo die gebirgige unwegsame Landschaft vor Verfolgung Schutz bot.
Es gab auch Verschärfungen gegen die slowenischsprachigen Kärntner. Reichsführer der SS, Heinrich Himmler, verfügte u. a. die „Heranziehung von Betrieben nationalslowenisch orientierter Familien in Kärnten zur Ansiedlung von Kanaltaler Rücksiedlern“. Mehr als tausend Angehörige der slowenischen Minderheit mussten am 14. April 1942 binnen kürzester Zeit ihr Anwesen verlassen und wurden im Sammellager in der Klagenfurter Ebenthaler Straße zusammengezogen. Von dort aus wurden 917 Personen in verschiedene Lager, darunter auch Konzentrationslager, nach Deutschland verbracht.

## Der Widerstand
Ab dem Jahr 1942 schlossen sich auch zunehmend Teile der slowenischsprachigen Zivilbevölkerung aus Kärnten, darunter viele Frauen, dem antifaschistischen bewaffneten Widerstand an, deren Parole lautete: „Smrt fašismu, svoboda narodu!“ (Tod dem Faschismus, Freiheit dem Volke!). Das politische Programm wurde in der Neujahrsproklamation 1942 (Izjeva) der OSVOBODILNA FRONTA (OF) -BEFREIUNGSFRONT (BF) formuliert und von den Kärntner Historikern so wiedergegeben:

„…osvoboditev in zdrużitev slovenskega naroda v prihodnji novi jugoslovanski državi. Po vojni naj bi prevzela oblast v Sloveniji OF kot celota.“

„...Befreiung und Vereinigung des slowenischen Volkes in einem zukünftigen jugoslawischen Staatsgebilde.“

Die Historikerin Helena Verdel betont, dass gut organisierte Netzwerke für den Erfolg des Widerstands entscheidend waren. Frauen spielten eine Schlüsselrolle, indem sie Ressourcen sammelten, Verwundete versorgten, zwischen Kämpfern und Vertrauensleuten vermittelten und illegale Drucksachen verbreiteten. Zudem hielten sie Kurierlinien aufrecht und arbeiteten in den Kampfeinheiten als Köchinnen, Sanitäterinnen und Näherinnen.
Im Herbst 1941 kamen die ersten Partisanenpatrouillen des Cankar-Bataillon nach Kärnten. Die Kärntner slowenischen Deserteure, die bei Kriegsausbruch in großer Zahl nach Jugoslawien ausgewichen waren, aber nach dessen Okkupation wieder in die Heimat zurück geflüchtet waren, fanden Aufnahme in diesen Partisaneneinheiten. Im Juni und Juli 1942 wurden die Cankar-Bataillone durch neue Patrouillen verstärkt, was zur Gründung der ersten politischen Ausschüsse der OF führte. Bald entstanden 20 Ortsausschüsse. Matija Verdnik-Tomaž, Politkommissar des Cankar-Bataillons, brachte den Widerstandskampf nach Österreich. Schnell aktivierte sich auch die bäuerliche Bevölkerung um Eisenkappel und die OF wuchs auf über 200 Mitglieder an.
Im Sommer 1942 gab es weitere Kontakte zu Partisanengruppen aus Slowenien, Teile des Kranjc-Bataillon mussten nach einer Großoffensive in den deutsch und italienisch besetzten Teilen Sloweniens über die Karawanken nach Norden ausweichen. Es kam auf Kärntner Boden zu den ersten Kämpfen im Rosental und Jauntal und zu Verlusten auf beiden Seiten. Die slowenischen Partisanen zogen Richtung Süden/Untersteiermark ab. Generell waren die Kärntner Partisanen weniger politisch/kommunistisch orientiert, sie wollten mehrheitlich „nur überleben, nicht kämpfen.“
Die Deutschen bemerkten das Überlaufen von Deserteuren zu den „Grünen Kadern“ (Partisanen) und stellten mithilfe von Gestapo-Spitzeln eine Falle. Es kam im November/Dezember 1942 zu einer tagelangen Verhaftungswelle. Die Opfer waren mehrheitlich Holzknechte, Keuschler und Bauern aus Zell-Pfarre. Am 16. April 1943 wurden 13 Personen (12 Männer, eine Frau) vom NS-Volksgerichtshof in Klagenfurt zum Tode verurteilt, zwei Wochen später die Todesurteile in Wien durch Enthauptung vollstreckt. Weitere 21 Mitangeklagte erhielten mehrjährige Haftstrafen.

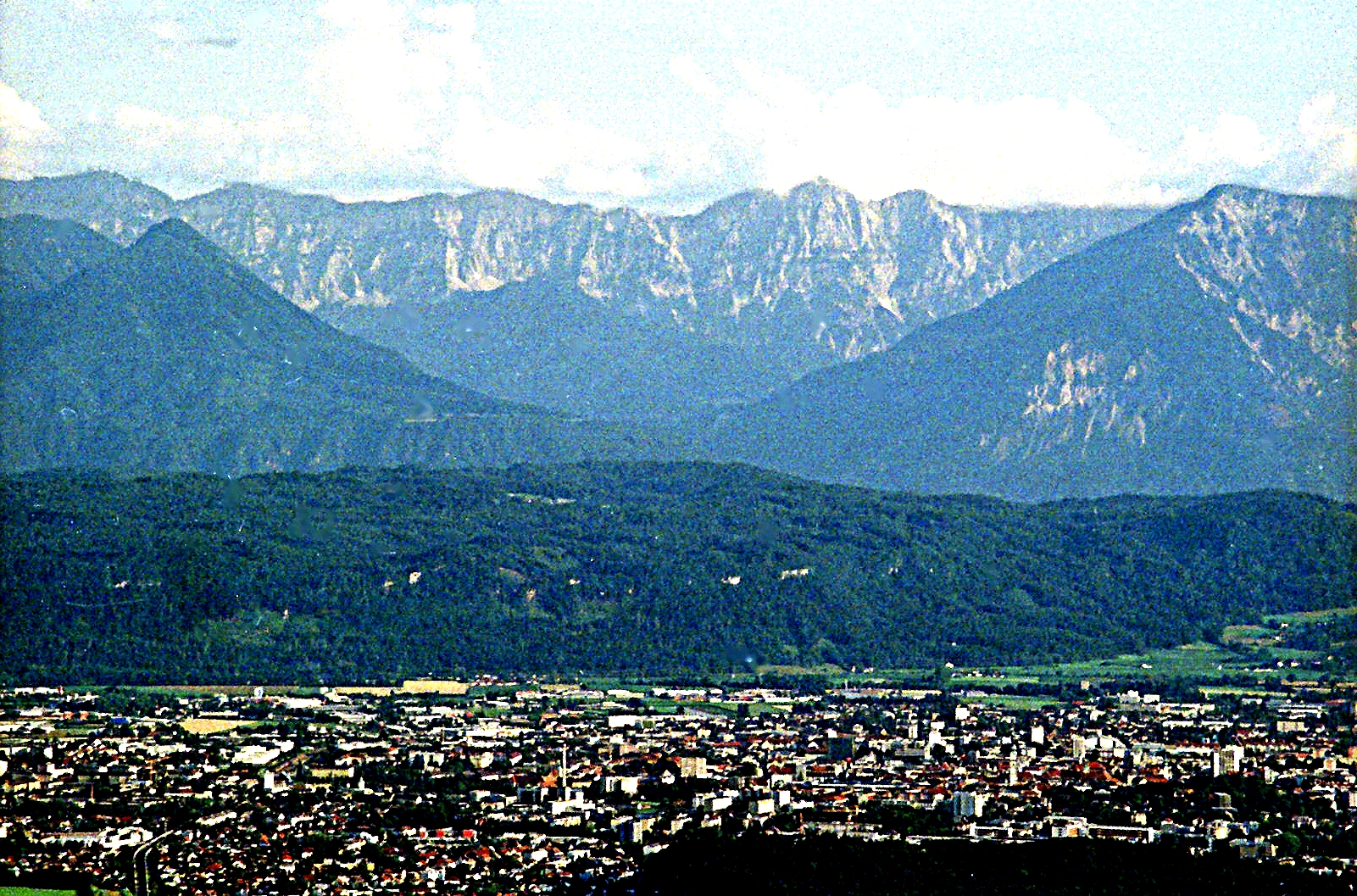
Blick auf Klagenfurt mit der Koschuta als Kulisse; der Ort Zell Pfarre an deren Fuße.

Die Spirale der Gewalt drehte sich immer schneller. Wilhelm Wadl: „Die gewaltsam betriebene Entnationalisierung, die Aussiedlungen und die Terrorurteile des Volksgerichtshofes bildeten den Nährboden für die seit 1943 aus Oberkrain nach Kärnten übergreifende Partisanenbewegung. Diese Gewalt führte unweigerlich zu Gegengewalt, da die lokalen Widerstandsgruppen zunehmend entschlossener gegen die Besatzer kämpften.“
Partisanen mussten unter schwierigen Bedingungen operieren, ohne Feuer, Mahlzeit oder Ruhe, und kämpften gegen Läuseplagen. Ihre Aufgaben umfassten Vorsichtsmaßnahmen, den Bau und häufigen Wechsel von Erdbunkern sowie Aktionen gegen Wehrmachtseinrichtungen, wie zum Beispiel in Solčava, die Gegenaktionen provozierten. Politische Bildung durch Patrouillen war ebenfalls wichtig, wobei sich Pavle Matjaž besonders hervortat. Kärntner Partisanen versuchten, den Einfluss der Osvobodilna fronta zu erweitern, da sie das alte Österreich nicht anerkannten. In einem Brief vom 10. Februar 1943 forderte Politkommissar Dušan Kveder-Tomaž Pavle Matjaž auf, sein Wirkungsfeld auszudehnen. Waffen mussten bei jeder Aktion erbeutet werden, da Munition knapp war. Ein Coup im April 1943 in Mežica brachte eine Erleichterung durch zahlreiche Waffen. Zu Ostern 1943 wurden deutsche Soldaten auf Urlaub entwaffnet, ihre Ausrüstung beschlagnahmt. Der Mord an dreizehn Slowenen in Wien schreckte deutsche Soldaten davon ab, sich den Partisanen anzuschließen.
Nachdem sich die erste Partisanenkompanie auf der Petzen formiert hatte, gründete sich das erste Kärntner Partisanenbataillons mit 320 Mann unter dem Kommandanten Franc Pasterk. Anfang Mai 1943 besetzte seine Partisanengruppe mit 70 Mann den Ort Feistritz im Rosental, befreiten sowjetische Kriegsgefangene und zerstörten ein Sägewerk und eine kriegswichtige Fabrik.
Anfang Mai 1943 fand auf der Petzen eine Konferenz der politischen und militärischen Aktivisten Kärntens und des Mießtales statt (Fichtenwaldkonferenz), auf der Organisationsstrukturen ausgebaut wurden. Es wurde beschlossen die Kärtner Partisanen in den gemeinsamen antifaschistischen Kampf des slowenischen Volkes einzugliedern. Im Gegenzug forderte der Kreisleiter der NSDAP in Völkermarkt in einem geheimen Rundschreiben vom 20. Mai 1943 die Ortsgruppenleiter auf, den „Aufbau der Landwacht mit allen Mitteln voranzutreiben“. Aufgrund der wachsenden Partisanenaktivitäten schlossen sich jedoch immer mehr Wehrmachtsurlauber den Partisanen an. Das SS-Führungshauptamt verhängte deshalb ab Juli 1943 eine Urlaubssperre für das Gebiet südlich der Drau.
Im Juni 1943 beteiligten sich auch die Alliierten an dem Kampf um die öffentliche Meinung: Es wurden Flugblätter über dem Gebiet Gorenjska und Kärnten abgeworfen, sowie Waffen und Ausrüstung für die Volksbefreiungsarmee Jugoslawiens über jugoslawischem Boden.
Im November 1943 startete der Feind eine große Gegenoffensive mit über 3.000 Mann. Zum ersten Mal wurden in Kärnten schwere Waffen wie Granatwerfer und Gewehrgranaten eingesetzt. Es kam zu Verlusten auf beiden Seiten.

## Höhepunkt der Partisanentätigkeit (Frühjahr bis Herbst 1944)
Die Operationen der Kärntner Partisanen gegen eine militärisch und zahlenmäßig überlegene Besatzungsmacht wurden nach den Grundsätzen des Kleinkrieges (Guerilla) geführt. Deren Taktik waren: Überraschung, Mobilität, Marsch und Angriffe bei Nacht, Sabotageaktionen und Unterbindung oder Störung der Kommunikationseinrichtungen. In über 600 bewaffneten Aktionen wurden zahlreiche wirtschaftlich und militärisch wichtige Ziele zerstört, darunter Bergwerke, Umspannwerke und Brücken. Ihre unerschütterliche Entschlossenheit und ihr strategisches Geschick führten zu erheblichen Verlusten auf Seiten der Besatzungsmacht und banden bis zu 10.000 deutsche Soldaten.
Der Kampf um die öffentliche Meinung wurde von den Partisanen aufgenommen und weiterbetrieben. Denn trotz ihrer zahlenmäßigen und militärischen Unterlegenheit kämpften sie weiter, um ihre Freiheit und ihre Heimat zu verteidigen. Eine detaillierte Beschreibung der Kriegspropaganda findet sich in Karel Prušnik-Gašpers Autobiographie Gämsen auf der Lawine im Abschnitt „Der Feind berichtet“ zwischen den verfeindeten Kriegsparteien verglichen. Sie fußt auf den von den Partisanen abgefangenen Berichten. Die Nazis berichteten oft von Erfolgen gegen die sogenannten „Banditen“, um die Illusion von Kontrolle und Überlegenheit zu wahren. Die Berichterstattung war jedoch voller Angaben über „Zwangsmobilisierung“ und „Lebensmittelerpressung“. So Karel Prušnik-Gašper, der zu Letzterem keine näheren Details ausführte. Die seit der Antike bekannte Formel Der Krieg ernährt den Krieg wurde auch von den Partisanen angewendet.
Anfang 1944 eskalierte die Gewalt. Es kam zu schweren Übergriffen der Besatzer an der Zivilbevölkerung. Diese reagierte mit Empörung, fühlte sich bald zermürbt, bald von den Partisanen im Stich gelassen. Für sie war Handlungsbedarf eingetreten:
Am 14. Februar 1944 stellte die Konferenz des Gebietsausschusses der OF für Slowenisch-Kärnten fest, dass sich die Befreiungsbewegung in ganz Kärnten, auch jenseits der Drau, verbreitet und gefestigt hatte. Besonders in Klagenfurt und Villach wären aber größere Anstrengungen erforderlich, die auch prompt einsetzten und von den deutschen Besatzern registriert wurden. Daher ordnete Himmler Ende März 1944 die Verlegung des 13. SS-Polizeiregiments von der Ostfront nach Südkärnten an. Im Sommer erklärt er die umkämpften Teile Kärntens zum „Bandenkampfgebiet“. Etwa 8.000 bis 10.000 Deutsche werden durch Partisanenaktivitäten in Kärnten gebunden.
Unter den zahlreichen Kriegshandlungen, die diese Periode kennzeichnen, wie die bei Trnjava, Blatnik, im Gebiete des Faaker Sees, Prevalje usw., sticht vor allem die Schlacht bei Črna hervor, wo sich über 300 Deutsche mit 2 Panzern und Geschützen aufhielten. Vorbereitend wurde von den Partisanen der Feind umstellt sowie die Verbindungsstraßen von und zu Črna miniert, teilweise mitsamt den Holzbrücken zerstört. Die Schlacht fand vom 18. bis 24. August 1944 statt und endete mit einem Sieg der Partisanen. Es war ein bedeutender frontaler Kampf, der die Demoralisierung der deutschen Wehrmacht verdeutlichte. Berichten zufolge hatten die Deutschen etwa hundert Tote, darunter drei Offiziere und einen zerstörten Panzer. Die Partisanen verzeichneten drei Leichtverwundete und fünf Vermisste. Weitere Berichte erwähnten 300 deutsche Tote und 400 Verwundete. Der stellvertretende Kommissar des III. Bataillons der Partisanen fiel im Kampf. Er war ihr einziger Gefallener. Ein englischer Verbindungsoffizier beobachtete erstmals die Schlacht. Marschall Alexander lobte die Partisanen und gratulierte deren Kommandanten Vinko Simončič-Gašper für die gute Führung.
Im Herbst 1944 spielte die Überquerung der Drau durch die Partisanen sowie die militärische Besetzung der Saualm eine bedeutende Rolle für das Land Kärnten. Diese Ereignisse führten zu einer Gegenoffensive der deutschen Besatzungsmacht. Im November 1944 kamen die von Gauleiter Rainer geforderten SS-Einheiten aus Deutschland. „Es kamen Divisionen. Die Vorbereitungen waren sehr umfangreich. Zur Offensive auf die Saualpe traten ungefähr fünftausend Mann an“. Karel Prušnik-Gašper notierte auch Gräueltaten des Feindes, wenn dieser selbst Verwundete und Sterbende malträtierte. Der Friedhof von St. Ruprecht bei Völkermarkt zeugt mit 85 hier begrabenen Partisanen von den erbitterten Kämpfen, die in dieser Region stattfanden.
Die Frage, warum an diesem Ort keine Anzeichen von Kriegsmüdigkeit erkennbar sind, bleibt Historikern vorbehalten. Man kann auch den Psychiater Erwin Ringel zu Rate ziehen. Auf Seite 25 seines Buches Die Kärntner Seele geht dieser auf das Verhältnis der beiden Volksgruppen ein, der deutschen wie der slowenischen, wo er vom „Kampf mit der slawischen Minderheit“ spricht. Der Sieg der Partisanen in der Schlacht bei Črna beruhte hingegen auf zwei Faktoren: dem militärischen Geschick der Partisanen und der sinkenden Moral der deutschen Besatzer nach der Schlacht von Stalingrad 1943. Die Kriegspropaganda zeigte wenig Wirkung; weder die Versprechen des „Endsieges“ noch die „Wunderwaffen“ V1 und V2 konnten die Situation wesentlich verbessern. Sogar SS-Mitglieder zogen sich in die Wälder zurück, um weiteren Kämpfen zu entgehen.

## Kriegsende und die Zeit danach
Das Ende der Partisanenaktivität kann nicht mit dem „Zusammenbruch“ des Dritten Reiches gleichgesetzt werden. Diese chaotische Phase begann bereits Tage vor dem 8. Mai 1945, dem Tag der bedingungslosen Kapitulation der Deutschen Wehrmacht.
Kärnten verzeichnete eine beispiellose Konzentration von Kriegsflüchtlingen, was eine komplexe und herausfordernde Situation für die britischen Besatzer/Befreier schuf. Diese mussten als temporäre Herren im Lande und Schiedsrichter schwierige Aufgaben in Bezug auf Sicherheit und Versorgung bewältigen.
Am 2. Mai 1945 erhielten die Truppen unter Marschall Tito den unverzüglichen Marsch-Befehl nach Kärnten, um die schon seit langem bestehenden Gebietsansprüche mit militärischen Mitteln durchzusetzen. Zersprengte Einheiten der geschlagenen deutschen Wehrmacht und ihrer Verbündeten hielten den Vormarsch der jugoslawischen Truppen durch heftiges Feuer auf.
Am 6. Mai wurden die im Lande operierenden Partisaneneinheiten mit der 14. Division der Tito-Truppen vereint.
Am 8. Mai 1945 marschierten das 5. Corps der britischen Armee, und die jugoslawischen Verbände fast gleichzeitig in Kärnten ein, wobei letztere als gleichberechtigte Besatzungsmacht anerkannt werden wollten.
Ein Wettlauf um die Kontrolle der zentralen Gebäude und Plätze der Landeshauptstadt war entbrannt.
So hatte sich schon in den ersten Tagen nach der Kapitulation herauskristallisiert, dass der britischen Besatzungsmacht verschiedene militärische Gruppen mit unterschiedlichen Interessen gegenüberstanden. Diese waren:
- Die Truppenteile der Wehrmacht sowie Kosaken, Ustascha, Belogardisten, Kroaten und Ungarn, die aus Jugoslawien nach Kärnten strömten und sich im Mai 1945 in großen Sammellagern in den Räumen Lavamünd, Unterdrauburg / Dravograd, Völkermarkt, Klagenfurt, Ferlach usw. bildeten. Kärnten erlebte eine beispiellose Konzentration von Kriegsflüchtlingen, wie nie zuvor in seiner Geschichte. Fast jeder Ort in Unterkärnten war betroffen. Die britischen Besatzungstruppen hatten die schwierige Aufgabe, Sicherheit zu gewährleisten und die Versorgung sicherzustellen. Diese Herausforderung wurde dadurch verschärft, dass sich die Kriegsflüchtlinge  der Entwaffnung aus Angst vor der Rache der Tito-Partisanen und Sowjets widersetzten, was zu Kämpfen führte.  Die Zivilbevölkerung war verunsichert, da die Versorgung der Tito-Partisanen durch Beschlagnahmung und Plünderungen bewerkstelligt wurde. "Vielfach wurden Zivilisten ihrer Wertsachen, Fahrräder und Fahrzeuge beraubt".[26] Zu diesen Übergriffen auf die Zivilbevölkerung kamen Verhaftungen und Internierungen von "wirklichen oder angeblichen Nationalsozialisten" hinzu. Aber auch - auf bloße Denunziation hin - von "Aktivisten aus der Volksabstimmungszeit". Oder es kam überhaupt zu Verschleppungen nach Jugoslawien, von denen "91 namentlich bekannte Personen österreichischer Staatsangehörigkeit nie mehr zurückkehren sollten."[27] Erst nach intensiven Verhandlungen kam es zwischen dem stellvertretenden Kommandanten der 4. Jugoslawischen Armee, Oberst Ivanovic und dem britischen BGS (Brigadier General Staff) Toby Low zu einem Übereinkommen, demzufolge "die jugoslawischen Truppen sich bis 21. Mai 1945, 19 Uhr, aus Kärnten zurückzuziehen hätten."[28] Dies bedeutete Entwaffnung und Rückkehr zum Herkunftsort, für viele auch den Tod.

- Die andere Gruppe bestand aus den nun vereinigten Tito-Partisanen und Kärntner Partisanen, die eigentlich Verbündete der Briten waren, jedoch nun als gleichberechtigte Besatzungsmacht auftraten und Gebietsansprüche stellten.

Um ihre Stellung als Besatzungs-/Befreiungsmacht zu verdeutlichen, erschien  in den Kärntner Nachrichten (Organ der britischen Besatzungsmacht) am 20. Mai ein Erlass des Oberkommandierenden der alliierten Truppen im Mittelmeerraum, Feldmarschall Alexander. Darin wurde bekannt gegeben, dass unter anderem Teile Kärntens mit Klagenfurt von Marschall Tito für Jugoslawien beansprucht würden und dass die Absicht bestünde, diese Ansprüche durch eine einseitige Okkupation durchzusetzen. Um solche Methoden zu verhindern, sei dieser Krieg geführt worden. „Wir haben uns verpflichtet, solche umstrittenen Gebiete als Treuhänder zu verwahren, bis die Friedenskonferenz die Entscheidung gefällt hat“, so Feldmarschall Alexander.
Am 21. Mai 1945 wurden auf Druck Großbritanniens und auf Befehl der Sozialistischen Föderativen Republik Jugoslawiens die Partisaneneinheiten der 14. Division der Tito-Partisanen abgerüstet und nach Jugoslawien repatriiert. Mit diesem Abzug war die „unmittelbare militärische Bedrohung der Einheit Kärntens abgewendet, die jugoslawischen Gebietsansprüche blieben jedoch aufrecht“. Diese wurden auch von der im Lande verbliebenen Gruppe von alten, wie neuen OF-Aktivisten betrieben: sie machten sich durch politische Agitation bemerkbar, die von der britischen Besatzungsmacht nicht unterstützt wurde. Bei der Veranstaltung am 15. April 1946 zur Erinnerung an die Aussiedlung der Slowenen im Jahr 1942 kam es zu Ausschreitungen und Verletzungen. Die Briten vermuteten eine Zusammenarbeit zwischen der OF und der OZNA (Odjeljene za zastitu narodna – Abteilung für den Schutz der Nation, jug. Geheimdienst). Vor dem Hintergrund illegaler Aktivitäten wie Grenzübertritte, Schmuggel, Waffenbesitz und Kuriertätigkeit sowie zunehmendem politischen Druck wurde im Vorfeld der Verhandlungen zum österreichischen Friedensvertrag erneut die Anerkennung der Osvobodilna Fronta als alleinige Vertretung für den Anschluss an Jugoslawien gefordert.
Die Briten sahen sich bis zur Anwendung von Waffengewalt provoziert. Das dauerte an, bis es im Januar 1949 zur Umbenennung der OF in „Demokratische Front der Werktätigen“ kam, was den Bruch zwischen der Kommunistischen Partei Österreichs (KPÖ) und der Osvobodilna Fronta (OF) zur Folge hatte. Gleichzeitig war damit das Ende der Osvobodilna Fronta markiert. Dieser Bruch führte dazu, dass die sowjetische Diplomatie die jugoslawischen Gebietsansprüche fallenließ und stattdessen den Schutz der jugoslawischen (einschließlich kroatischen) Minderheiten forderte, was schließlich als Artikel 7 des Staatsvertrages von 1955 aufgenommen wurde.

## Bekannte Partisanen

### Karel Prušnik-Gašper

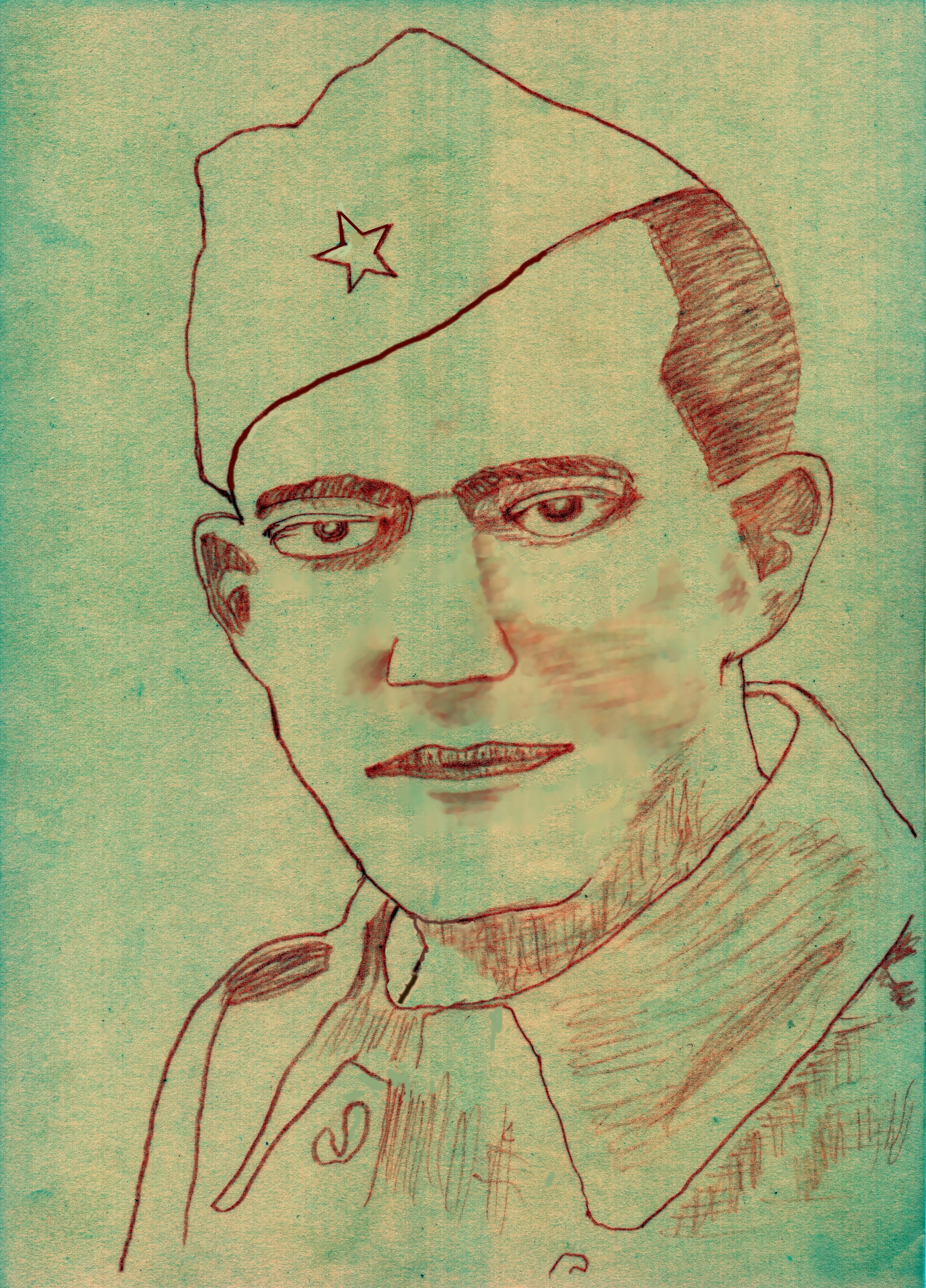
Karel Prušnik-Gašper mit Triglavka und Tito-Stern.

Karel Prušnik, mit dem Partisanennamen Gašper (dt. Kaspar, einer der 3 Könige), wurde am 7. Februar 1919 in Leppen oberhalb Eisenkappel geboren. Gestorben ist er am 16. März 1980 in Ljubljana. Karel Prušnik hatte 7 Kinder und 14 Enkel.
Das Buch Gämsen auf der Lawine ist sein autobiographische Werk. Die slowenische Originalausgabe unter dem Titel Gamsi na plazu (Gämse am Strand), niedergeschrieben in der Strafanstalt Karlau, erschien 1958 in Ljubljana; die zweite 1974; die erste deutschsprachige im Juli 1980.
In seiner Autobiographie beschreibt Karel Prušnik seinen Weg vom Bauernburschen zum Mitglied der sozialistischen Jugendorganisation. Der Widerstand entstand durch soziale und wirtschaftliche Konflikte zwischen Gutsherren und Bauern. Aufgrund der Herstellung von Propagandamaterial mit kommunistischem Inhalt wurde er wegen Hochverrats zu einer Haftstrafe verurteilt. Er erhielt eine fünfjährige Freiheitsstrafe im Grazer Gefangenenhaus Karlau, die er vom Oktober 1935 bis Mitte Juli 1936 verbüßte.
Beim Ausbruch des Krieges erhielt Prušnik einen Einberufungsbefehl, aber keinen Wehrpass. Weil er sich bei der Volkszählung als Slowene bekannt hatte, stellte die Gestapo ihm einen Ausschließungsschein aus, der sein einziger Ausweis wurde.
Im April 1942 wurden Prušniks Eltern und Sohn unter den Kärntner Slowenen zwangsweise ausgesiedelt, woraufhin er entschlossen war, für sie und die anderen Ausgesiedelten zu kämpfen.
Ende 1942 nahm die Gestapo mehr als 100 Menschen im Grenzgebiet fest, darunter in Zell-Pfarre, Ebriach und Eisenkappel. Prušnik konnte der Verhaftung entkommen, nachdem seine Frau ihn beim Schnapsbrennen gewarnt hatte.
Das Leben der Partisanen war geprägt von ständiger Unsicherheit und Gefahr. Sie lebten am Rande der Gesellschaft, oft als Illegale, und mussten ihre Identität und ihre Bewegungen ständig verbergen. Ihre Verstecke befanden sich in den Wäldern und Bergen, wo sie in Bunkern und Höhlen hausten. Die Nahrung war knapp und einseitig, meist bestehend aus Wild. Brot war ein seltener Luxus.
Die Partisanen waren in der Regel nur leicht bewaffnet, oft nur mit Pistolen. Ihre Existenz war von ständiger Bedrohung durch die Besatzer geprägt. Wurden sie gefangen genommen, drohten ihnen lange Haftstrafen, Deportation in Konzentrationslager oder die sofortige Hinrichtung.
Am 12. September 1944 wurde ein Bataillon von 40 Mann (mit Karel Prušnik-Gašper als Kommandanten, Anm.) zur Saualpe beordert. Die Partisanen waren Bergler und nur wenige konnten rudern oder schwimmen. Die Drau war ein gefürchtetes Hindernis. Noch dazu war sie stark bewacht; viele Opfer säumten ihre Ufer. Ihre Überquerung war oft lebensgefährlich. Bei seinem zweiten Versuch, den Fluss zu überqueren, entkam Gašper am 9. Dezember 1944 knapp dem Ertrinken. Karel Prušnik überlebte den Krieg mit einem Granatsplitter im linken Brustmuskel.
Vieles im Leben Karel Prušniks bleibt enigmatisch. So z. B., welche Rolle ihm als „Major der Jugoslaw. Befreiungsarmee“ zukam. Als OF-Aktivist blieb er bis 1948 in Klagenfurt.
1976 wurde Karel Prušnik vom Kärntner Landeshauptmann Leopold Wagner das Ehrenzeichen für Verdienste um die Befreiung Österreichs überreicht. Diese Ehrung wurde von den Historikern Frank Elste, Hansi Filipič und Michael Koschat kritisiert. „Seine persönliche Verantwortung im Partisanenkampf und im Mai 1945 ist bis heute nicht geklärt“, heißt es.
Karel Prušniks Autobiographie bietet jedoch wichtige Einblicke zum Verständnis der Ereignisse. Im Kapitel „Der Feind berichtet“ werden Aspekte wie „Zwangsmobilisierung“ und „Lebensmittelerpressung“ in den NS-Berichten thematisiert, was auf die Konflikte zwischen kulturellen Eigenheiten hinweist.

### Helena Kuchar

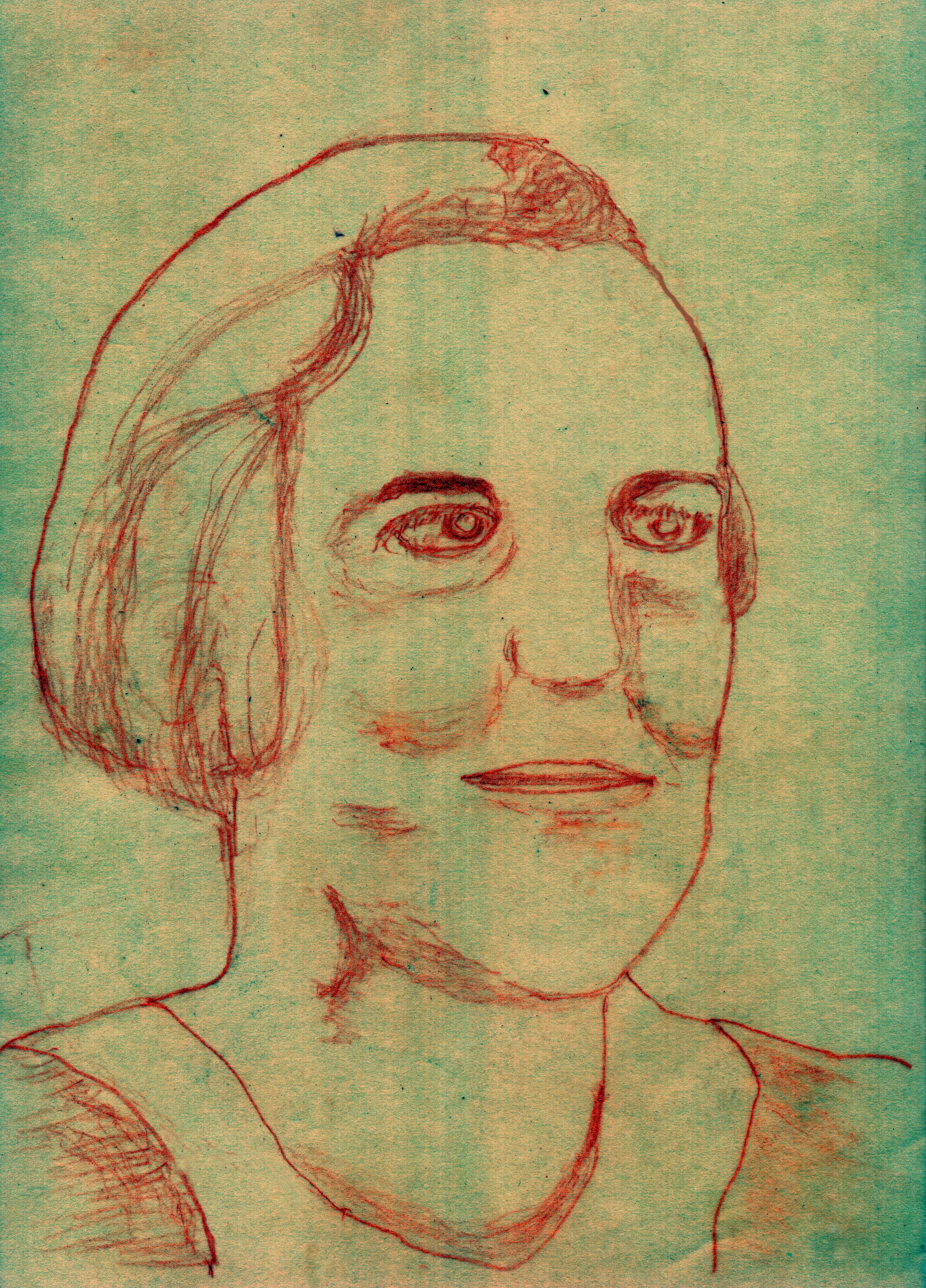
Die Partisanin Helena Kuchar als junge Frau.

Helena Kuchar (* 1906 – † 24. Februar 1985), auch „Jelka“ genannt, war eine Bäuerin und Partisanin.
Helena Kuhars (germ. Kuchar) Lebensgeschichte wurde von Brigitte Windhab und Thomas Busch auf Tonband aufgenommen und war 1984 in der Zeitschrift Almanach für Ausreißer in Teilen erschienen. Das Buch kam in demselben Jahr in slowenischer Übersetzung und im darauffolgenden in deutschsprachiger Übersetzung im Drava Verlag heraus. Im Rahmen der Bücher gegen das Vergessen im März 2009 wurde es neu aufgelegt. Im Zuge der Waldheim-Affäre 1986 war das Interesse an der österreichischen Zeitgeschichte erwacht. Das Buch vermittelte aus weiblicher Sicht tiefe Einblicke in die Geschichte und den Alltag der slowenischen Minderheit während der NS-Diktatur.
Sie schildert auch die Umstände der Rekrutierung ihres Bruders Mihi Haderlap und zeigt, dass diese von Gewaltanwendung begleitet waren. Dass auch die Lebensmittelbeschaffung für die Partisanen nicht freiwillig vonstattenging, auch dafür gibt es einen starken Anhalt.

### Lipej (Philip) Kolenik-Stanko

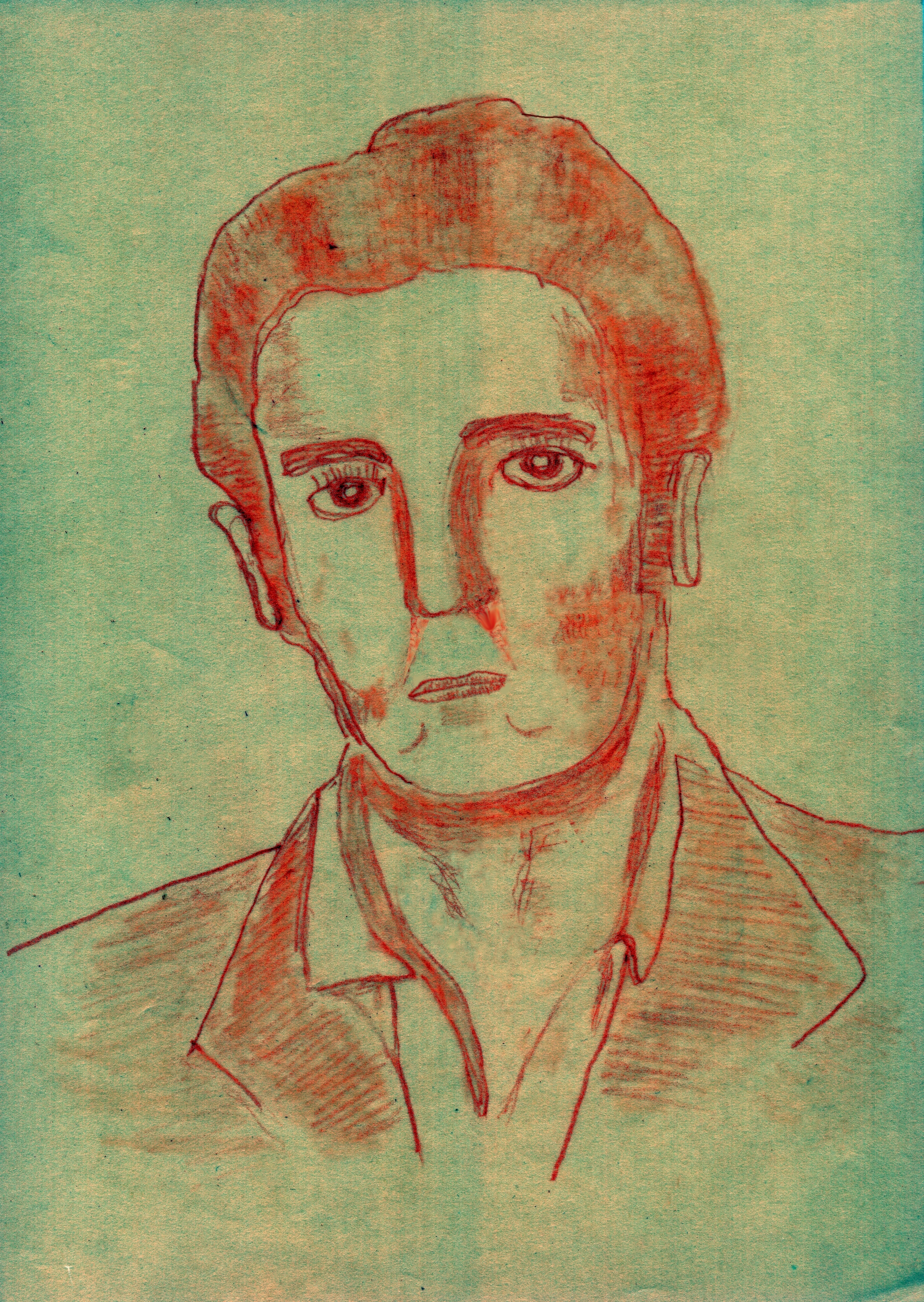
Der Partisan Lipej Kolenik-Stanko als Mitglied einer Delegation 1947 in Laibach.

Lipej Kolenik (1925–2008) war ein Kärntner Slowene aus St. Margarethen im Rosental. Seine Autobiographie Mali ljudje na veliki poti erschien 1997 und 2001 in deutscher Übersetzung.
Kolenik war Wehrmachtssoldat, als zu Beginn des Jahres 1944 seine Einheit den Befehl erhielt, sich an die italienische Front zu begeben. Die folgenden Abschnitte seiner Autobiographie zählen zu den eindrucksvollsten Darstellungen des Kriegsgeschehens. Wegen Fehlverhaltens wurde ihm bei Wiederholung die Todesstrafe angedroht. Zur Strafe wurde Kolenik zu vierzehn Tagen durchgehendem Wachdienst verurteilt. Er erlitt Erfrierungen und musste in Meran und Villingen im Lazarett behandelt werden.
Einen Heimaturlaub nutzte er, um zu desertieren und sich der Partisanenbewegung anzuschließen. In der zweiten Hälfte seiner Autobiographie beschreibt Kolenik die Stationen seines harten und entbehrungsreichen Lebens als Partisan in Kiprivna, ohne ständige, sichere, warme Verpflegung und Unterkunft. Die langen Märsche und der harte Winter 1944/45 waren zusätzliche gewaltige Belastungen für die Gesundheit. sodass die Partisanen oft „lebenden Toten“ glichen (Kolenik 2001,180). Für die Unterschlagung von Lebensmitteln, die während einer Nahrungsbeschaffungsaktion requiriert wurden, war die Todesstrafe angedroht.
Mitte März 1945 erlitt Kolenik bei einem Gefecht mit Nazi-Polizisten eine schwere Verletzung. Eine Kugel durchbohrte seinen rechten Oberschenkelknochen. Erst nach Kriegsende und zwei Monate nach seiner Verletzung erhielt er die notwendige medizinische Versorgung.
Die Meldung über die Kapitulation am 8. Mai 1945 wurde mit Begeisterung aufgenommen. Die anfängliche Siegesstimmung wich jedoch bald dem Alltag, und Ernüchterung breitete sich aus. Besonders das Verhältnis zu den Briten kühlte spürbar ab. „Neben den Engländern erschienen in unserer Gegend auch andere Fremde. Es waren Tausende geflohene Ustaši, Belogardisten und Četniks.“ Für sie war der Krieg noch nicht vorbei. Sie suchten Rache an den Partisanen; Kolenik musste sich verstecken, um in Sicherheit zu bleiben (ebd., 203).
Die abgerüsteten Partisanen wurden sowohl von ihren ehemaligen Verbündeten als auch von den Nazis gedemütigt. Ein Wurfkommando störte die Treffen der OF-Aktivisten. Am 10. Juni 1949 brannte Koleniks Vaterhaus und das Wirtschaftsgebäude in St. Margarethen nieder. Die Brandstifter wurden nie ausfindig gemacht (ebd., 238).
Trotz zahlreicher Widrigkeiten zweifelte Kolenik nie daran, dass sein Entschluss, sich im Kampf gegen die Hitlertyrannei den Partisanen anzuschließen, der einzig richtige war (ebd., 251).

## Die Würdigung des Literaten
Anlässlich der Verleihung des Ehrendoktortitels der Universität Klagenfurt im November 2002 erwähnte der Literat Peter Handke drei Bücher der Partisanenliteratur, darunter Karel Prušnik-Gašpers Gämsen auf der Lawine und ein Werk (Das Kind, das ich war) Lipej Koleniks, die man gelesen haben sollte. Handke habe Prušnik-Gašpers Buch vor vielen Jahren gelesen und dabei festgestellt, dass ihm der „Realismus, die Härte der Sprache“ nicht gefielen. Inzwischen sei seine Haltung diesbezüglich jedoch verändert. Der Literat äußerte, dass man keine steinernen Denkmäler errichten sollte, die zerstört werden könnten, sondern solche aus Papier, da diese „federleicht“ seien und „vielleicht etwas bewirken“.

## Die Opfer
In der Literatur wird die Zahl von 1080 zwischen 1942 und 1945 gefallenen Kärntner Partisanen als Blutzoll angeführt.
Die Darstellung in der Partisanenliteratur könnte möglicherweise Aspekte ausblenden, die nicht zu ihrem idyllischen Bild passen. Historiker präsentieren nämlich ein abweichendes Szenario. Wilhelm Wadl beispielsweise vertritt die Ansicht, dass Partisanen auf organisierten Raub angewiesen waren, um Nahrungsmittel und Ausrüstungsgegenstände zu beschaffen. Wenn das Auftauchen von Partisanentrupps den deutschen Sicherheitskräften gemeldet wurde, bestand die Gefahr, dass die Melder von den Partisanen als Kollaborateure der Deutschen hingerichtet wurden. Andererseits liefen sie bei Unterlassung der Anzeige Gefahr, von den Nationalsozialisten als Kollaborateure gebrandmarkt zu werden. „Auch die zur Partisanenbekämpfung eingesetzten deutschen Sicherheitskräfte (Einheiten der Wehrmacht, der SS, der SA, der Polizei und Gendarmeriekräfte sowie andere Verbände) haben nach dem verbrecherischen Prinzip der Sippenhaftung zahlreiche zügellose Gewalttaten verübt, sodaß die wehrlose Zivilbevölkerung des betroffenen Gebietes weit mehr Menschenopfer zu beklagen hatte als die kämpfenden Einheiten beider Teile.“